# Fångad av en röst
Fångad av en röst är en svensk komedifilm från 1943 i regi av Ivar Johansson. 

## Handling
Unge sekreteraren Britt Lind besöker ofta en skivbar där man kan göra egna skivinspelningar. Hon försöker förgäves få direktören på Bellaccord att lyssna på dem.

## Om filmen
Filmen, som var barnförbjuden, hade Sverigepremiär i Stockholm 4 maj 1943 på Grand. Huvudrollen spelades av tidigare okända Marianne Inger som samma år gjorde ytterligare en filmroll i Ungt blod.

## Rollista i urval
- Marianne Inger - Britt Lind, sekreterare
- Bengt Logardt - direktör Rickard "Dick" Grabe på grammofonbolaget Bellaccord
- Rut Holm - Concordia Blomkvist "Konkan", grammofonbolagets allt-i-allo AB Plattophon
- Åke Grönberg - Nicke Blom, grammofonsångare
- Nils Lundell - Peter Torberg, sånglärare
- Artur Rolén - kamrer Flodell
- Gerd Mårtensson - Karin Hall, grammofonsångerska
- Carl Hagman - Jansson, lagerchef
- Linnéa Hillberg - Agnes Grabe, Dicks mor
- Sten Lindgren - Justus Larsson, direktör för grammofonbolaget AB Plattophon

## DVD
Filmen gavs ut på DVD 2004. 